# Lawrence Gordon (producător)
Lawrence (Larry) Gordon (n. 25 martie 1936, Yazoo City⁠(d), Mississippi, SUA) este un producător de film american, specializat în producerea filmelor de acțiune. Printre filmele pe care le-a produs se numără: Predator (1987), Event Horizon (1997), Lara Croft: Tomb Raider (2001) și Hellboy (2004). Este activ din 1975.
A întemeiat compania de producție Largo Entertainment cu fratele său, producătorul Charles Gordon, în 1989.